# 17e regering van Israël
De 17e regering (ook bekend als het kabinet–Rabin I) was de uitvoerende macht van de Staat Israël van 3 juni 1974 tot 21 juni 1977. Premier Yitzhak Rabin (Arbeidspartij) stond aan het hoofd van een coalitie van de Arbeidspartij, Mapam, Ratz, de Nationaal-Religieuze Partij en de Onafhankelijke Liberalen.

## Ambtsbekleders
| Ambtsbekleder                   | Ambtsbekleder     | Ambtsbekleder                                  | Functie                                         | Ambtstermijn     | Ambtstermijn     | Partij                       |
| ------------------------------- | ----------------- | ---------------------------------------------- | ----------------------------------------------- | ---------------- | ---------------- | ---------------------------- |
|                                 | Yitzhak Rabin     | Rav Aluf Yitzhak Rabin יִצְחָק רַבִּין (1922–1995)   | Premier                                         | 3 juni 1974      | 22 april 1977    | Arbeidspartij                |
|                                 | Shimon Peres      | Shimon Peres שִׁמְעוֹן פֶּרֶס (1923–2016)             | Premier                                         | 22 april 1977    | 21 juni 1977     | Arbeidspartij                |
| Minister van Defensie           | Shimon Peres      | Shimon Peres שִׁמְעוֹן פֶּרֶס (1923–2016)             | 3 juni 1974                                     |                  | 21 juni 1977     | Arbeidspartij                |
|                                 | Yigal Allon       | Rav Aluf Yigal Allon יִגְאָל אַלּוֹן (1918–1980)     | Vicepremier                                     | 1 juli 1968      | 21 juni 1977     | Arbeidspartij                |
| Minister van Buitenlandse Zaken | Yigal Allon       | Rav Aluf Yigal Allon יִגְאָל אַלּוֹן (1918–1980)     | 3 juni 1974                                     |                  | 21 juni 1977     | Arbeidspartij                |
|                                 | Shlomo Hillel     | Shlomo Hillel שלמה הלל (1923–2021)             | Minister van Binnenlandse Zaken                 | 3 juni 1974      | 30 oktober 1974  | Arbeidspartij                |
|                                 | Yosef Burg        | Yosef Burg יוסף בורג (1909–1999)               | Minister van Binnenlandse Zaken                 | 30 oktober 1974  | 22 december 1976 | Nationaal- Religieuze Partij |
|                                 | Shlomo Hillel     | Shlomo Hillel שלמה הלל (1923–2021)             | Minister van Binnenlandse Zaken                 | 22 december 1976 | 21 juni 1977     | Arbeidspartij                |
|                                 |                   | Jehoshua Rabinovitz יהושע רבינוביץ (1911–1979) | Minister van Financiën                          | 3 juni 1974      | 21 juni 1977     | Arbeidspartij                |
|                                 | Chaim Josef Zadok | Chaim Josef Zadok חיים יוסף צדוק (1913–2002)   | Minister van Justitie                           | 10 maart 1974    | 21 juni 1977     | Arbeidspartij                |
|                                 | Chaim Bar-Lev     | Rav Aluf Chaim Bar-Lev חיים בר-לב (1924–1994)  | Minister van Economie                           | 5 maart 1972     | 21 juni 1977     | Arbeidspartij                |
|                                 | Victor Shem-Tov   | Victor Shem-Tov ויקטור שם-טוב (1915–2014)      | Minister van Volksgezondheid                    | 1 september 1970 | 21 juni 1977     | Mapam                        |
|                                 | Moshe Baram       | Moshe Baram משה ברעם (1911–1986)               | Minister van Arbeid                             | 3 juni 1974      | 21 juni 1977     | Arbeidspartij                |
|                                 | Victor Shem-Tov   | Victor Shem-Tov ויקטור שם-טוב (1915–2014)      | Minister van Sociale Zaken en Welzijn           | 4 april 1974     | 30 oktober 1974  | Mapam                        |
|                                 | Michael Hazani    | Michael Hazani מיכאל חזני (1913–1975)          | Minister van Sociale Zaken en Welzijn           | 30 oktober 1974  | 2 juli 1975      | Nationaal- Religieuze Partij |
|                                 |                   |                                                | Minister van Sociale Zaken en Welzijn           | Vacant           |                  |                              |
|                                 | Yitzhak Rabin     | Rav Aluf Yitzhak Rabin יִצְחָק רַבִּין (1922–1995)   | Minister van Sociale Zaken en Welzijn           | 7 juli 1975      | 30 juli 1975     | Arbeidspartij                |
|                                 | Yosef Burg        | Yosef Burg יוסף בורג (1909–1999)               | Minister van Sociale Zaken en Welzijn           | 30 juli 1975     | 5 november 1975  | Nationaal- Religieuze Partij |
|                                 |                   | Zevulun Hammer זבולון המר (1936–1998)          | Minister van Sociale Zaken en Welzijn           | 5 november 1975  | 22 december 1976 | Nationaal- Religieuze Partij |
|                                 |                   |                                                | Minister van Sociale Zaken en Welzijn           | Vacant           |                  |                              |
|                                 | Moshe Baram       | Moshe Baram משה ברעם (1911–1986)               | Minister van Sociale Zaken en Welzijn           | 17 januari 1977  | 21 juni 1977     | Arbeidspartij                |
|                                 | Aaron Yadlin      | Aaron Yadlin אהרן ידלין (1926–2022)            | Minister van Onderwijs en Cultuur               | 3 juni 1974      | 21 juni 1977     | Arbeidspartij                |
|                                 | Gad Yaacobi       | Gad Yaacobi גד יעקבי (1935–2007)               | Minister van Vervoer                            | 3 juni 1974      | 21 juni 1977     | Arbeidspartij                |
|                                 | Aaron Uzan        | Aaron Uzan אהרן אוזן (1924–2007)               | Minister van Landbouw                           | 3 juni 1974      | 21 juni 1977     | Arbeidspartij                |
|                                 | Abraham Ofer      | Abraham Ofer אברהם עופר (1922–1977)            | Minister van Huisvesting                        | 3 juni 1974      | 3 januari 1977   | Arbeidspartij                |
|                                 |                   |                                                | Minister van Huisvesting                        | Vacant           |                  |                              |
|                                 | Shlomo Rosen      | Shlomo Rosen שלמה רוזן (1905–1985)             | Minister van Huisvesting                        | 17 januari 1977  | 21 juni 1977     | Mapam                        |
|                                 | Shlomo Hillel     | Shlomo Hillel שלמה הלל (1923–2021)             | Minister van Openbare Veiligheid                | 15 december 1969 | 21 juni 1977     | Arbeidspartij                |
|                                 | Shlomo Rosen      | Shlomo Rosen שלמה רוזן (1905–1985)             | Minister van Immigratie                         | 10 maart 1974    | 21 juni 1977     | Mapam                        |
|                                 | Chaim Josef Zadok | Chaim Josef Zadok חיים יוסף צדוק (1913–2002)   | Minister van Religieuze Zaken                   | 3 juni 1974      | 30 oktober 1974  | Arbeidspartij                |
|                                 | Itzhak Rafael     | Itzhak Rafael יצחק רפאל (1914–1999)            | Minister van Religieuze Zaken                   | 30 oktober 1974  | 22 december 1976 | Nationaal- Religieuze Partij |
|                                 |                   |                                                | Minister van Religieuze Zaken                   | Vacant           |                  |                              |
|                                 | Chaim Josef Zadok | Chaim Josef Zadok חיים יוסף צדוק (1913–2002)   | Minister van Religieuze Zaken                   | 17 januari 1977  | 21 juni 1977     | Arbeidspartij                |
|                                 | Yitzhak Rabin     | Rav Aluf Yitzhak Rabin יִצְחָק רַבִּין (1922–1995)   | Minister van Communicatie                       | 3 juni 1974      | 20 maart 1975    | Arbeidspartij                |
|                                 | Aaron Uzan        | Aaron Uzan אהרן אוזן (1924–2007)               | Minister van Communicatie                       | 20 maart 1975    | 21 juni 1977     | Arbeidspartij                |
|                                 | Moshe Kol         | Moshe Kol משה קול (1911–1989)                  | Minister van Toerisme                           | 12 januari 1966  | 21 juni 1977     | Onafhankelijke Liberalen     |
|                                 | Aaron Yariv       | Aluf Aaron Yariv אהרן יריב (1920–1994)         | Minister van Informatie                         | 3 juni 1974      | 21 juni 1977     | Arbeidspartij                |
|                                 | Israel Galili     | Tat Aluf Israel Galili ישראל גלילי (1911–1986) | Minister zonder portefeuille (Informatie)       | 15 december 1969 | 21 juni 1977     | Arbeidspartij                |
|                                 | Gideon Hausner    | Gideon Hausner גדעון האוזנר (1915–1990)        | Minister zonder portefeuille (Juridische Zaken) | 10 maart 1974    | 21 juni 1977     | Onafhankelijke Liberalen     |
|                                 | Sjoelamit Aloni   | Sjoelamit Aloni שולמית אלוני (1928–2014)       | Minister zonder portefeuille (Onderwijs Zaken)  | 3 juni 1974      | 6 november 1974  | Ratz                         |